# Рани династички период Египта
Рани династички период Египта је период владавине Прве и Друге египатске династије након протодинастичког периода. Трајао је од око 2920. п. н. е. до 2575. п. н. е. Неки египтолози укључују и Трећу династију у рани династички период, који се везује за настанак Старог краљевства. 
Најважнији догађај у овом периоду било је уједињење Горњег и Доњег Египта. То је довело до стварања јаке државне организације, и напретка у економији и трговини. Уједињеним Египтом владали су фараони који су сматрани боговима. У раном династичком периоду формирали су се значајни елементи културе старог Египта: уметност, архитектура и религија.

## Рана култура у долини Нила
Пре уједињења Египта, становништво је живело у аутономним селима. Фараони су увели државну администрацију и именовали су гувернере. Власт је оперисала из незасвођених храмова начињених од дрвета или кречњака. Најстарији хијероглифи појавили су се уочи раног династичког периода, иако се мало зна о говорном језику овога доба.
Око 3600. године пре нове ере неолитски становници долине Нила бавили су се земљорадњом и припитомљавањем животиња. Нешто касније египатско друштво је развило напредну цивилизацију. Једна од њених обележја била је појава оригиналног глиненог посуђа, сличног посуђу јужног Леванта. Усталила се и употреба бакра. Процес израде цигли сушених на сунцу и архитектонски елементи преузети из Месопотамије постали су популарни у ово време.

## Уједињење Египта
Заједно са напретком у култури, одвијао се процес објединњавања и јачања насеља у области Горњег и Доњег Египта. Симбол Горњег Египта био је лотосов цвет, док је симбол Доњег Египта била трска папируса. Ратови између Доњег и Горњег Египта били су чести. Као краљ Горњег Египта, Нармер је поразио своје непријатеље у делти Нила и ујединио земљу под својом влашћу. Нармер је приказан на палетама са двоструком круном која је била украшена лотосом и трском папируса. У митологији, уједињење Египта је приказивано као победа бога Хоруса (симбола Доњег Египта) над богом Сетом (симболом Горњег Египта).
Према Манетоновим записима, први владар уједињеног Египта био је Менес. Имена Менес и Нармер можда означавају исту особу. Престоница Египта премештена је из Абидоса у Мемфис. Абидос је и даље остао прворазредни верски центар.
Погребни обичаји обичног народа нису се променили у раном династичком периоду, док су виши слојеви почели да граде погребне мастабе. Оне су биле модел за степенасте пирамиде из доба Старог краљевства. Узгој жита и централизација допринели су успеху државе у наредних 800 година.
Извесно је да је Египат уједињен у културном и економском смислу доста пре него што су прве династије почеле да владају из Мемфиса. Политичко уједињавање текло је спорије и то углавном кроз државну организацију пољопривредних радова.

## Религија
Дотадашњи богови месних насеља и храмова добијали су националну важност, често кроз синкретизам или асимилацију богова и култова различитог порекла. Постојала су многобројна божанства чија су се имена разликовала од села до села. Уједињењем Египта, богови мањих заједница губили су на значају, док се наметало божанство већих градова.
Култови бога фараона, Хоруса, Сета и Неитха постали су веома раширени у Египту.
Један од најзначајнијих богова био је Озирис, бог подземља, плодности и живота после смрти. Сматрало се да фараон на самрти постаје Озирис, док нови постаје Хорус. За Хоруса се сматрало је је Озирисов син, који је повео војску у поход за уједињење Египта.

## Династије
Први фараон Прве египатске династије о коме постоје писани подаци био је Хор-Аха, наследник фараона Нармера који је био последњи фараон Протодинастичког периода.
Ова династија дала је 8 фараона који су сви владали из Абидоса. За време ове динсатије постојала је традиција да мртвог фараона у смрт прате најближи сродници и чиновници. Њихови квадратни споредни гробови били су у непосредној близини фараоновог. Интересантан је пример краљице Меритнеит која је владала Египтом као регент свог недораслог сина, фараона Дена. За Прву династију карактеристичан је развој државне администрације. На пример, уводи се положај номарха. Фараони добијају престоно име. У спољној политици, Египат је трговао са Сиријом, Левантом и Нубијом. Предузимани су војни походи против Либије.
Неки египтолози сматрају да је за време Друге династије дошло до административног раздвајања царства на Горњи и Доњи Египат. Претпоставља се да су фараони Сенед, Сет Перибсен и Сехемиб Перемаат владали само у Горњем Египту (из Абидоса), док су Сенеферка, Неферкаре, Хуђефа и Неферкасокар владали само у Доњем Египту (из Мемфиса). Разлог за раздвајање могли су бити верски или економско-политички сукоби. Последњи владар Друге династије, Касекем, поново је ујединио земљу.
Протодинсатички период наследило је Старо краљевство.